# Sizzla
Сиззла Калонджи (англ. Sizzla Kalonji, настоящее имя Мигель Орландо Коллинз — англ. Miguel Orlando Collins; родился 17 апреля 1976 — один из самых продаваемых и успешных современных музыкантов в стиле регги. Выпустил более шести десятков альбомов, многие из которых обрели большую известность по всему миру.

## Биография
Мигель родился в Кингстоне, Ямайка, в семье праведных растаманов, приверженцев движения Бобо Ашанти, в которое и сам был посвящён.
Также в Кингстоне учился машиностроению в Dunoon Technical High School.

### Карьера
Sizzla начал свою карьеру в музыкальной индустрии в ранние подростковые годы, и открыл свой неповторимый стиль с помощью звуковой системы Caveman Hi-Fi, давая первые концерты. В 
1995 году отправил свои записи на лейбл Zagalou Records, после этого серию его синглов спродюсировал Bobby Digital, влиятельный ямайский регги продюсер. После чего он объединился с Firehouse и выпустил ещё несколько синглов ('Judgement Morning', 'Lifes Road', 'Blaspheme'...).
Концертный тур Сиззлы в месте с Luciano и Mikey General вызвал множество положительных отзывов критики и воспринят на "ура" публикой. А между выступлениями Сиззла, работая с продюсером Филлипом Барреллом (Phillip 'Fatis' Burrell) успел записать множество отличных песен, что привело к выпуску его дебютного альбома Burning Up (на лейбле RAS). Годом позже, этот союз дал публике ещё один сильный альбом - Praise Ye Jah (лейбл JetStar), песня 'Dem A Wonder' с которого неизменно пользуется популярностью, и переиздавалась на множестве сборников.
Огромным достижением считается альбом Сиззлы Black Woman And Child, изданный на лейбле Greensleeves и спродюсированный Бобби Диджиталом (Bobby 'Digital' Dixon). Он пользовался потрясающим спросом как в регги, так и в мейнстримовых музыкальных магазинах, а заглавный трэк, выпущенный синглом, быстро приобрёл статус гимна. Всё это привело к победе певца на MOBO Awards 1998 в номинации "Best International Reggae Artist of the Year", и к тому, что этот альбом занял различные места в топ-100 альбомов года по данным многих журналов.